# Amalia Puga de Losada
Amalia Natividad de las Mercedes Puga y Puga, conocida como Amalia Puga de Losada (Cajamarca, 8 de septiembre de 1866 -
Lima, 20 de septiembre de 1963), fue una escritora, poetisa, novelista, ensayista y cuentista peruana, incorporada al Círculo Literario en 1887 y al Ateneo de Lima en 1891.
Se casó con el escritor colombiano Enrique Cristóbal de Losada Plissé en 1893, con quien se estableció en Nueva York, pero muy pronto enviudó (1896) y, retirada en su ciudad natal, se consagró a la educación de su hijo.
Entre sus obras, se encuentran La felicidad (1887); La literatura en la mujer (1891); Ensayos literarios (1893); El voto (1923), novela corta; Poesías (1928); La madre Espinach, vidente y profetisa (1933 y 1950); Tragedia inédita (1948); y El jabón de hiel (1949), cuentos inspirados en tradiciones y leyendas de su ciudad natal; y Los Barzúas (1952), novela, en 1892.

## Biografía

### Origen familiar
Amalia Natividad de las Mercedes Puga, nació en Cajamarca el 8 de septiembre de 1866, hija de José Mercedes Puga y Valera y de Carolina Puga y Chávarri. Su padre, durante la Guerra del Pacífico, en abril de 1879, se puso al servicio de la causa nacional; en 1885, después de larga rebeldía contra Miguel Iglesias —cuya autoridad como presidente desconocía tanto como las condiciones de paz con Chile, que consideraba desventajosas— al entrar triunfante a Huamachuco, fue muerto de un disparo, de resultas de lo cual Amalia, que no había cumplido aún veinte años, quedó huérfana. Su aflicción por esta primera gran tragedia se refleja en el ensayo La Memoria (1888) y en las poesías Gotas de Acíbar (1888) y Remembranzas (1893).
Su madre se había educado en el Beaterio de las Shocllas, donde después enviaría a Amalia, lo que le dotó de una profunda religiosidad y una gran capacidad de ceñirse estrictamente a los rígidos principios éticos y morales de la sociedad cajamarquina de la época. A pesar de pertenecer a una de las familias más conspicuas de la zona -el grupo de mayor poder está representado por los españoles y sus descendientes quienes poseen las tierras, las minas, el comercio y el acceso a la educación secundaria y superior- Amalia es consciente de la realidad de una región aislada y pobre, de reducido comercio y escasa significación cultural, en la cual existen marcadas diferencias socioeconómicas, situación que se percibe claramente en sus escritos.

### Trayectoria
Amalia se estrena como escritora en 1887, con menos de veintiún años de edad, cuando publica en Lima un breve artículo llamado «La felicidad». Ese año también escribe en El Perú Ilustrado y al año siguiente en El Álbum de Trujillo. En 1890 empieza a escribir para la Revista Ilustrada de Nueva York y el mismo director de la revista -Enrique Cristóbal de Losada y Plissé- se enamora de ella. En 1891 es admitida en el Ateneo de Lima con una exitosa disertación sobre La Literatura en la Mujer. En 1891 la Sociedad Amantes del Progreso de Cajamarca la incorpora por unanimidad como miembro honorario.
El panorama cultural va variando ligeramente hacia el último tercio del siglo XIX. El bucólico ambiente provinciano recibe un impulso cosmopolita gracias a las nuevas revistas y periódicos críticos que están apareciendo en el momento. La mujer empieza a luchar por un espacio público propio, lo que motiva que su papel se desplace del ámbito familiar; es importante resaltar que uno de los pocos trabajos socialmente aceptado es el de escritora. Amalia Puga se sitúa, desde el punto de vista ideológico, entre las mujeres conservadoras -que cuestionan el posible trabajo profesional femenino- y las libertarias -defensoras de una mayor actividad de la mujer.
Amalia sigue escribiendo y triunfando. En 1892 gana un concurso promovido por el Concejo Provincial de Lima con el poema El Descubrimiento. En 1893 se casa con Enrique de Losada y Plissé y se marchan a Nueva York. Aunque la gran urbe impresiona a la escritora, por un tiempo, la esposa feliz deja de lado a la escritora y Amalia no publica casi nada. Es un silencio literario, colmado por estudios y viajes, que se plasma en el soneto Flujo y Reflujo. En 1894 nace su único hijo, Cristóbal de Losada y Puga, que llegará a ser un notable matemático, y al que dedica A mi hijo en su infancia y un soneto, Íntimo, donde se percibe de forma clara la entrega a su maternidad.
La obra de la escritora, al igual que de la de otras autoras de ideología progresista, como Mercedes Cabello de Carbonera y Clorinda Matto de Turner, carece de elementos histórico-políticos, ya que ninguna de estas mujeres ven clara su inserción en la esfera sociopolítica, porque consideran ajenos a la esencia femenina (la maternidad) los acontecimientos sociales, militares y políticos.
A los treinta años de edad queda viuda y con un hijo; decide entonces regresar a Cajamarca y, después de un tiempo de recuperación espiritual, vuelve a tomar la pluma. En 1924, compone Himno. En 1925 el Concejo Provincial de Cajamarca dedica su nombre al jirón Callao. En 1927 la Editorial Cervantes de Barcelona publica sus poemas en la presentación de las poetisas de América.
Los últimos cuarenta años de su vida los pasa en Lima, convulsionada por el golpe de Sánchez Cerro en 1930, y las persecuciones políticas de los nuevos ideólogos, como Víctor Raúl Haya de la Torre y José Carlos Mariátegui. Amalia, que conoce desde muy antiguo este tipo de situaciones, escribe únicamente de Cajamarca y es conocida como "La Puguita". En 1933 publica La Madre Espinach, vidente y profetisa, que retoma la vena del relato histórico cajamarquino. En 1937, funda y preside la Liga Femenil Pro-Diócesis de Cajamarca, y un año después la Sociedad Obras de Vocaciones Sacerdotales de Cajamarca. Los nueve cuentos recogidos en el libro Tragedia Inédita (1948) vuelven a su Cajamarca natal; El jabón de hiel (1949), recopilación de otros veinte cuentos, publicados anteriormente en las páginas literarias de periódicos de Lima como El Social, El Renacimiento, Correo de la Educación y La Unión de Pacasmayo, y la novela Los Barzúas (1952).
En 1960 el Gobierno la condecora con la Orden del Sol y muere su hijo Cristóbal, lo que la sume en un dolor tal que abandona la pluma de forma definitiva hasta su muerte, ocurrida tres años después.

## Obras
- La felicidad (1887).
- La literatura en la mujer (1891).
- Ensayos literarios (1893).
- El voto (1923).
- Poesías (1928).
- La madre Espinach, vidente y profetisa (1933 y 1950).
- Tragedia inédita (1948). Acceso: https://es.scribd.com/document/615606637/Tragedia-inedita-Amalia-Puga
- El jabón de hiel (1949). Acceso: https://es.scribd.com/document/617714633/El-jabon-de-hiel-Amalia-Puga
- Los Barzúas (1952).